# Haemodipsus setoni
Haemodipsus setoni ist eine Art der Tierläuse, die weltweit als Ektoparasit bei Hasen auftritt. Hauptwirte sind Feldhase, Eselhase, Schneeschuhhase, Schneehase, Tolai-Hase, Präriehase, Audubon-Baumwollschwanzkaninchen und Berg-Baumwollschwanzkaninchen. Der Parasit ist etwas kleiner als Haemodipsus lyriocephalus. Der Vorderkopf ist abgerundet, der Hinterkopf ist an den Seiten verbreitert. Augen fehlen, die Fühler sind fünfgliedrig, wobei das erste Glied deutlich breiter als die übrigen ist. Die Sternalplatte ist sechseckig. Die Art ist Haemodipsus ventricosus sehr ähnlich. Das Abdomen ist aber oval (birnenförmig bei H. ventricosus) und die Paratergalplatten sind größer und deutlicher. Mit  1,8 (Weibchen) bzw. 1,5 mm (Männchen) sind sie zudem etwas größer als H. ventricosus.